# 한국방송통신대학교 출판문화원
한국방송통신대학교 출판문화원은 한국방송통신대학교의 출판부로, 1982년 7월 1일에 발족하였다.
한국방송통신대학교 대학교재를 출판하며, 교양도서 상표 '지식의날개' 및 학술도서 상표 '에피스테메'(미셸 푸코가 앎의 구조라는 뜻으로 쓴 에피스테메에서 빌린 상표임)를 통해 교양.학술 서적을 출판하고 있다.

## 연혁
- 1982년 6월 7일 한국방송통신대학출판부 등록(등록번호 제1-491호)
- 1982년 7월 1일 한국방송통신대학출판부 발족
- 1983년 2월 25일 한국방송통신대학 교재 발행
- 1984년 2월 25일 교재 녹음강의 카세트테이프 발행
- 1992년 3월 30일 사단법인 한국방송통신대학출판부 설립 허가(문화체육부)
- 1998년 7월 20일 CD-ROM 교재 발행
- 2001년 6월 MP3-CD 교재 시범 발행
- 2004년 5월 15일 교양도서 브랜드 ‘지식의날개’ 론칭
- 2006년 1월 MP3-CD 전 과목 확대 발행
- 2006년 2월 22일 학술도서 브랜드 ‘에피스테메’ 론칭
- 2008년 1월 MP3-CD 발행 중단
- 2008년 12월 1일 교양문고 ‘아로리총서’ 발간
- 2013년 5월 27일 한국방송통신대학교출판문화원으로 확대 개편
- 2015년 8월 디지털 교재 시범 서비스 시작